# Astragalus naignichus
Astragalus naignichus là một loài thực vật có hoa trong họ Đậu. Loài này được (P.C. Li) Y.H. Xu & Q.R. Liu miêu tả khoa học đầu tiên năm 1997.